# Andrea Gracis
Andrea Gracis, né le 4 janvier 1960, à Trévise, en Italie, est un ancien joueur de basket-ball italien. Il évolue au poste de meneur.

## Palmarès
- Finaliste du championnat d'Europe 1991
- Finaliste des Jeux méditerranéens de 1983
- Coupe d'Europe 1995
- Champion d'Italie 1988, 1990, 1997
- Coupe d'Italie 1985, 1992, 1995
- Supercoupe d'Italie 1997